# Processus xiphoïde
Le processus xiphoïde (ou apophyse xiphoïde ou  appendice xiphoïde ou appendice ensiforme ou pointe du sternum ou processus ensiforme ou xiphisternum),, est une structure osseuse ou cartilagineuse qui se situe à la partie inférieure du sternum. 

Le processus xiphoïde

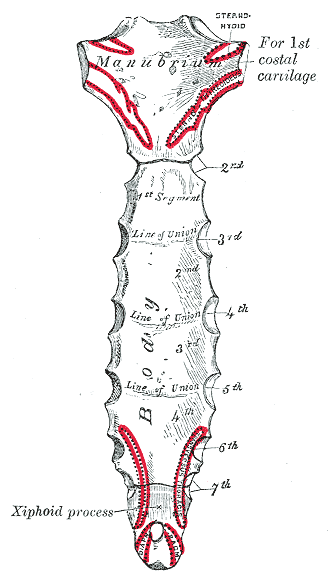
sternum et processus xiphoïde (face postérieure)

## Description
Le processus xiphoïde est relié à la base du corps du sternum par la synchondrose xipho-sternale et se projette au niveau de la dixième vertèbre thoracique (T10).
Il est de forme triangulaire avec sa base reliée au corps du sternum.
Sur sa face antérieure près de la ligne médiane, se trouvent les deux insertions des muscles droits de l'abdomen et sur les bords latéraux celles des ligaments costo-xiphoïdiens. Médialement et en bas, se trouve l'insertion supérieure de la ligne blanche.
Sa face postérieure reçoit quelques fibres du diaphragme.
En haut des bords latéraux se trouvent deux échancrures qui contribuent avec leurs répondantes du corps du sternum à former les septièmes incisures costales du sternum.

## Embryologie
Le processus xiphoïde a son propre point d'ossification au sein de la lame cartilagineuse à l'origine du sternum.
Le processus xiphoïde peut se joindre au corps avant l'âge de trente ans, mais cela se produit plus fréquemment après quarante ans. Quelquefois il reste désuni toute la vie.
Sa forme définitive est sujette à des variations : il peut être bifide, émoussé ou dévié latéralement.

## Aspect clinique
En pathologie, il est surtout concerné par les fractures qui peuvent l'atteindre au cours d'un violent choc thoracique.
Des compressions thoraciques mal effectuées pendant une réanimation cardiopulmonaire peuvent provoquer la rupture du processus xiphoïde, le conduisant dans le foie, ce qui peut provoquer une hémorragie mortelle.
À partir de la quarantaine, il arrive que les personnes réalisent l'existence de leur processus xiphoïde à la suite de son ossification, et pensent qu'il s'agit d'une anomalie.